# Вильбази
Вильбази́ (фр. Villebazy) — коммуна во Франции, находится в регионе Лангедок — Руссильон. Департамент коммуны — Од. Входит в состав кантона Сент-Илер. Округ коммуны — Лиму.
Код INSEE коммуны — 11420.

## Население
Население коммуны на 2008 год составляло 104 человека.
| 1962 | 1968 | 1975 | 1982 | 1990 | 1999 | 2008 |
| ---- | ---- | ---- | ---- | ---- | ---- | ---- |
| 103  | 118  | 94   | 121  | 95   | 100  | 104  |

## Экономика
В 2007 году среди 59 человек в трудоспособном возрасте (15—64 лет) 45 были экономически активными, 14 — неактивными (показатель активности — 76,3 %, в 1999 году было 53,3 %). Из 45 активных работали 40 человек (25 мужчин и 15 женщин), безработных было 5 (2 мужчин и 3 женщины). Среди 14 неактивных 2 человека были пенсионерами, 12 были неактивными по другим причинам.